# Рурская Красная армия

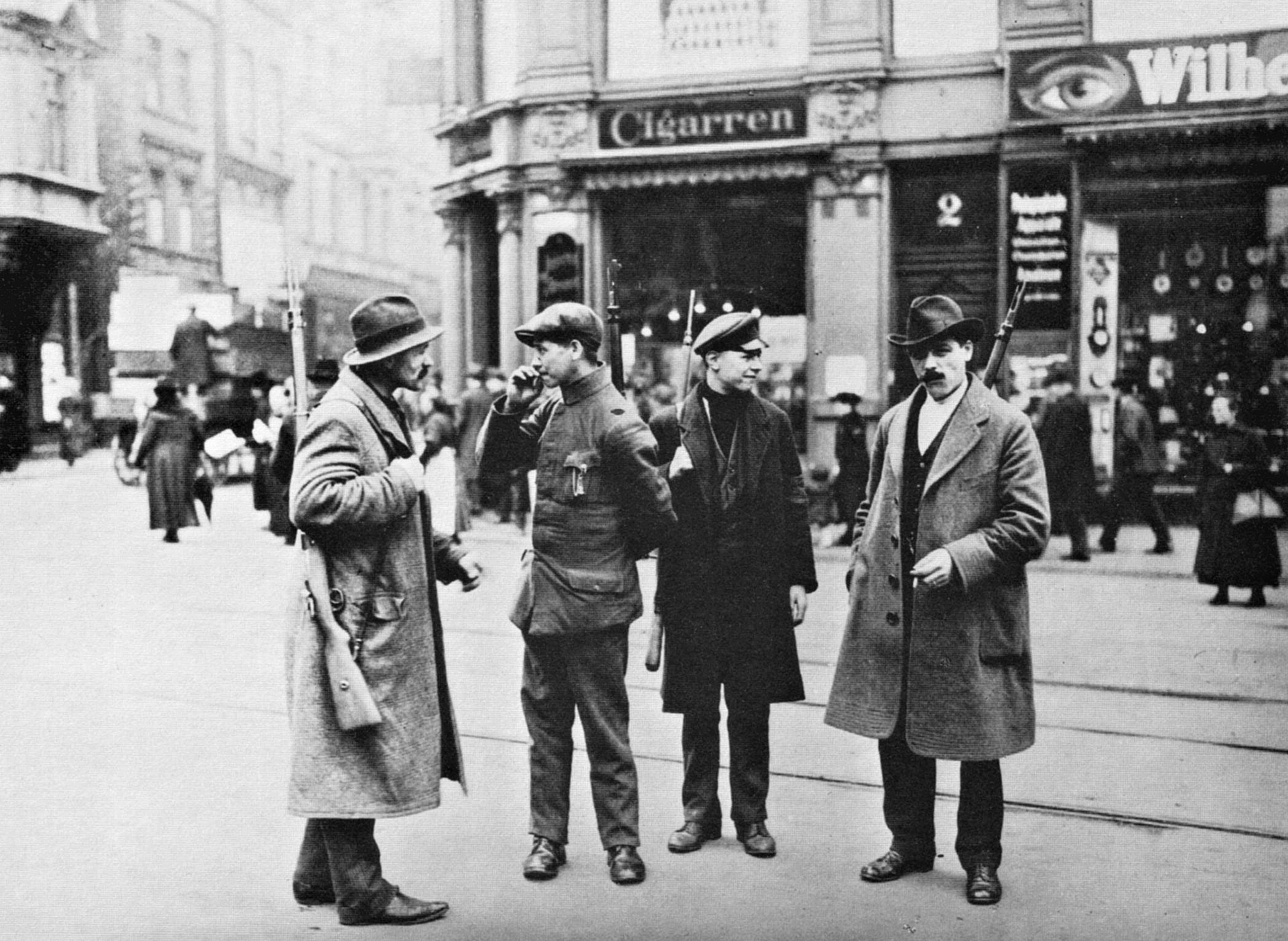
Красноармейцы. Рурская область, Дортмунд, 1920

Рурская Красная армия (нем. Rote Ruhrarmee) — вооруженные подразделения красногвардейцев, солдат, коммунистов, левых социал-демократов Рурского региона и анархо-синдикалистов из Союза свободных рабочих Германии общей численностью до 80 000, участвовавших в подавлении Капповского путча и поднявших Рурское восстание.

## Организация армии
В ответ на Капповский мятеж 13 марта 1920 года в Руре была создана Рурская Красная армия. В её состав вошли, по разным оценкам, от 50 до 80 тысяч человек. Это были рабочие — члены Коммунистической партии, Коммунистической рабочей партии, Независимой социал-демократической партии, а также Свободных профсоюзов. 300 тысяч угольщиков Рура поддержали действия Красной армии, устроив стачку в её поддержку. Забастовки начались в Дюссельдорфе, Эльберфельде, Эссене и вскоре распространились по всему Руру. Капповская авантюра потерпела окончательный крах: 17 марта 1920 года сам Капп бежал в Швецию. Однако после этого Рурская Красная армия не сложила оружие. Когда 18 марта правительство Эберта призвало к прекращению всеобщей забастовки, КПГ призвала к продолжению стачки «вплоть до полного разоружения всех контрреволюционеров и поголовного вооружения всех революционных рабочих и служащих».
В ходе боев с местными добровольческими корпусами, частями рейхсвера и полиции коммунисты, независимые и левые социал-демократы и сочувствующие из числа забастовщиков, при помощи опытных коминтерновских военспецов, сформировали хорошо организованные охранные отряды, вскоре слившиеся в единую Рурскую Красную Армию (или «Красную Армию Рура», как её еще называли). Избегая новых поражений, немногочисленные части полиции, рейхсвера и фрайкоров под нажимом красной армии оставили многие города, в том числе такие крупные, как Дюссельдорф и Дуйсбург. Воодушевлённые этим успешным превращением всеобщей забастовки в красный путч, а также известиями об аналогичных восстаниях в Тюрингии и Саксонии, НСДПГ и КПГ всерьёз решили повторить на германской земле ленинский опыт.

## Структура

Красноармейцы РКА

Рурская Красная Армия имела единую командную структуру, на тот момент насчитывала в своих рядах не менее 50 000 активных штыков, подразделялась на батальоны и роты, командиры которых избирались из состава красноармейцев, но с учетом предыдущего боевого опыта. Её бойцы были в избытке снабжены всеми видами оружия, включая артиллерию (не зря Рурская область считалась сердцем германской военной промышленности — именно здесь производились знаменитые крупповские орудия и многое другое). Военной формы рурские красноармейцы не имели. Их отличительными знаками были красные нарукавные повязки, реже — красные шарфы (а иногда — то и другое сразу). Бойцы сформированного из военных моряков «Революционного матросского полка имени Розы Люксембург» носили красные ленты на бескозырках. Рурская Красная Армия была сформирована, главным образом, по территориально-милиционному принципу. Каждый населённый пункт формировал свои роты, получавшие от соответствующего комитета действий или исполкома вооружение, пищевое довольствие и даже жалованье.

## Красная армия после Капповского путча
22 марта НСДПГ также призвала к прекращению забастовки. Но отколовшееся от неё левое крыло совместно с КПГ настаивало на продолжении стачки. Имперское правительство было преобразовано на основе коалиции СДПГ, Германской демократической партии и Партии Центра.
24 марта 1920 г. по инициативе руководства СДПГ было объявлено перемирие между Рурской Красной Армией, с одной стороны, и рейхсвером и добровольческими корпусами — с другой. Но фактически обе стороны копили силы для нового вооруженного столкновения.

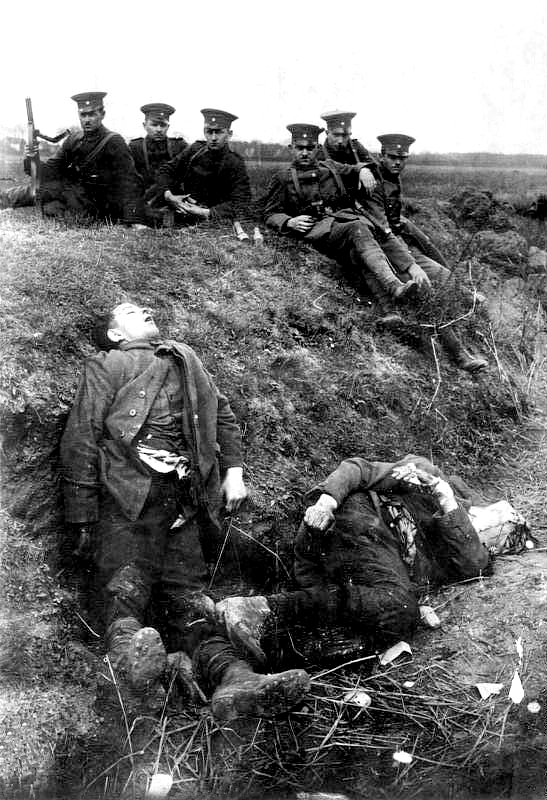
Члены добровольческого корпуса Носке позируют рядом с расстрелянными красноармейцами. Подавление Рурского восстания, Мёллен, март 1920

Рабочие потребовали полного разоружения всех фрайкоровцев. Забастовки в долине Рура продолжались. 2 апреля 1920 президент Фридрих Эберт двинул против Рурской Красной армии отряды немецкого рейхсвера (более 100,000 человек), а поскольку сил регулярной армии было недостаточно, ему пришлось опереться на полицию и фрайкоры, призвав их к борьбе против большевизма. К началу апреля бои между фрайкорами и Рурской Красной армии подошли к концу. Пролетарское движение было подавлено. При этом, в ходе боевых столкновений фрайкоровцы потеряли лишь 250 человек, тогда как рабочие — более тысячи.
12 апреля генерал рейхсвера Оскар фон Ваттер запретил любое незаконное поведение со стороны своих войск, которые положили конец всем сражениям и поединкам в Рурской области.

## Последствия
Одним из последствий подавления Рурской Красной армии стал рост влияния легальных и полулегальных националистических организаций (например, организации «Консул», организовавшей в 1922 году убийство министра иностранных дел Вальтера Ратенау), а также нарастание политического кризиса в стране.